# Heterozetes cuspidatus
Heterozetes cuspidatus är en kvalsterart som beskrevs av Rainer Willmann 1931. Heterozetes cuspidatus ingår i släktet Heterozetes och familjen Heterozetidae. Inga underarter finns listade i Catalogue of Life.